# Paul Barth
Paul Barth (n. 20 septembrie 1945, München, Germania sub ocupație aliată) este un judocan ce a reprezentat Germania, medaliat olimpic. A participat la o ediție a Jocurilor Olimpice (1972) în care a câștigat o medalie de bronz.

## Participări
Lista de mai jos prezintă principalele competiții la care a participat Paul Barth de-a lungul carierei.
- judo at the 1972 Summer Olympics – men's 93 kg[*]